# Halo (canção de Beyoncé)
"Halo" é uma canção da artista musical americana Beyoncé, contida em seu terceiro álbum de estúdio I Am... Sasha Fierce (2008). Foi composta e produzida pela própria juntamente com Ryan Tedder, com auxílio de E. Kidd Bogart na composição. Enquanto se recuperava de uma cirurgia após um acidente que sofreu durante a turnê com sua banda OneRepublic, Tedder decidiu escrever uma canção com Bogart, tendo como principal inspiração "Shelter", do cantor Ray LaMontagne. Eles conceberam a faixa em três horas e especialmente para Beyoncé, embora o jurado e executivo musical inglês Simon Cowell tenha declarado que a obra teria sido destinada à cantora Leona Lewis, que não a gravou em função de sua agenda. O número foi incluído no disco I Am... de I Am... Sasha Fierce, para representar a pessoa que Beyoncé é "debaixo de toda a maquiagem, atrás das luzes e de todo o emocionante drama de uma estrela".
A canção foi enviada para as rádios mainstream em 20 de janeiro de 2009, através da Columbia Records, servindo como o quarto single do disco em conjunto com "Diva", representando o conceito central do álbum de personalidades contraditórias de Beyoncé. Mais tarde, foi disponibilizada para download digital em diversos países, e editada como um extended play (EP) e como um pacote de remixes a partir da original. Gravada em 2008 nos estúdios Germano Studios e Roc the Mic Studios, em Nova Iorque, e Mansfield Studios em Los Angeles, Califórnia, "Halo" é uma balada pop contemporânea de ritmo lento com influências gospel, R&B e soul que incorpora o trabalho de instrumentos de cordas e de percussão, piano, bateria e sintetizadores em sua instrumentação. Liricamente, descreve um amor sublime e abrangente da protagonista por seu parceiro.
A obra recebeu análises positivas de críticos musicais, que elogiaram a entrega vocal da artista e a compararam com "Bleeding Love", de Lewis. Consequentemente, foi incluída em listas contendo as melhores canções de 2009 e indicada a dois Grammy Awards, vencendo o de Melhor Performance Vocal Pop Feminina. No entanto, uma controvérsia foi criada pela cantora Kelly Clarkson, que acusou Tedder de reusar o arranjo instrumental de "Halo" em "Already Gone", canção de seu álbum All I Ever Wanted (2009) produzida por ele. Comercialmente, a canção obteve um desempenho positivo, atingindo as dez melhores colocações em uma série de países como Alemanha, Austrália, Canadá, França, Nova Zelândia, Reino Unido e Suíça. Nos Estados Unidos, obteve o quinto posto da Billboard Hot 100, além dos primeiro e segundo lugares na Hot Dance Club Songs e Mainstream Top 40, respectivamente. Além disso, a obra liderou as tabelas da Noruega, da Eslováquia e do Brasil, onde foi a mais tocada de 2009 nas rádios e a mais bem sucedida em vendas digitais.
O vídeo musical correspondente foi dirigido por Philip Andelman e lançado em 23 de dezembro de 2008 na loja virtual iTunes Store. A trama conta com a participação do ator Michael Ealy e retrata o relacionamento harmonioso e romântico entre os personagens de Ealy e Beyoncé. Os críticos elogiaram a produção, enfatizando o olhar da cantora no decorrer da gravação. Uma segunda vertente da obra foi lançada em maio de 2010 e mostra Michael fugindo de policiais por uma floresta, à noite, até que é atacado por cães e morto. Beyoncé apresentou "Halo" nos NAACP Image Awards de 2009 e a incluiu como a última faixa do repertório de todas as suas turnês e concertos residenciais desde seu lançamento, alterando a letra da canção em duas apresentações ao vivo, em homenagem ao cantor Michael Jackson após a sua morte e em um tributo feito às vítimas do Sismo do Haiti de 2010. O número foi regravado por vários artistas, constando também na trilha sonora da telenovela brasileira Caminho das Índias (2009).

## Antecedentes e desenvolvimento

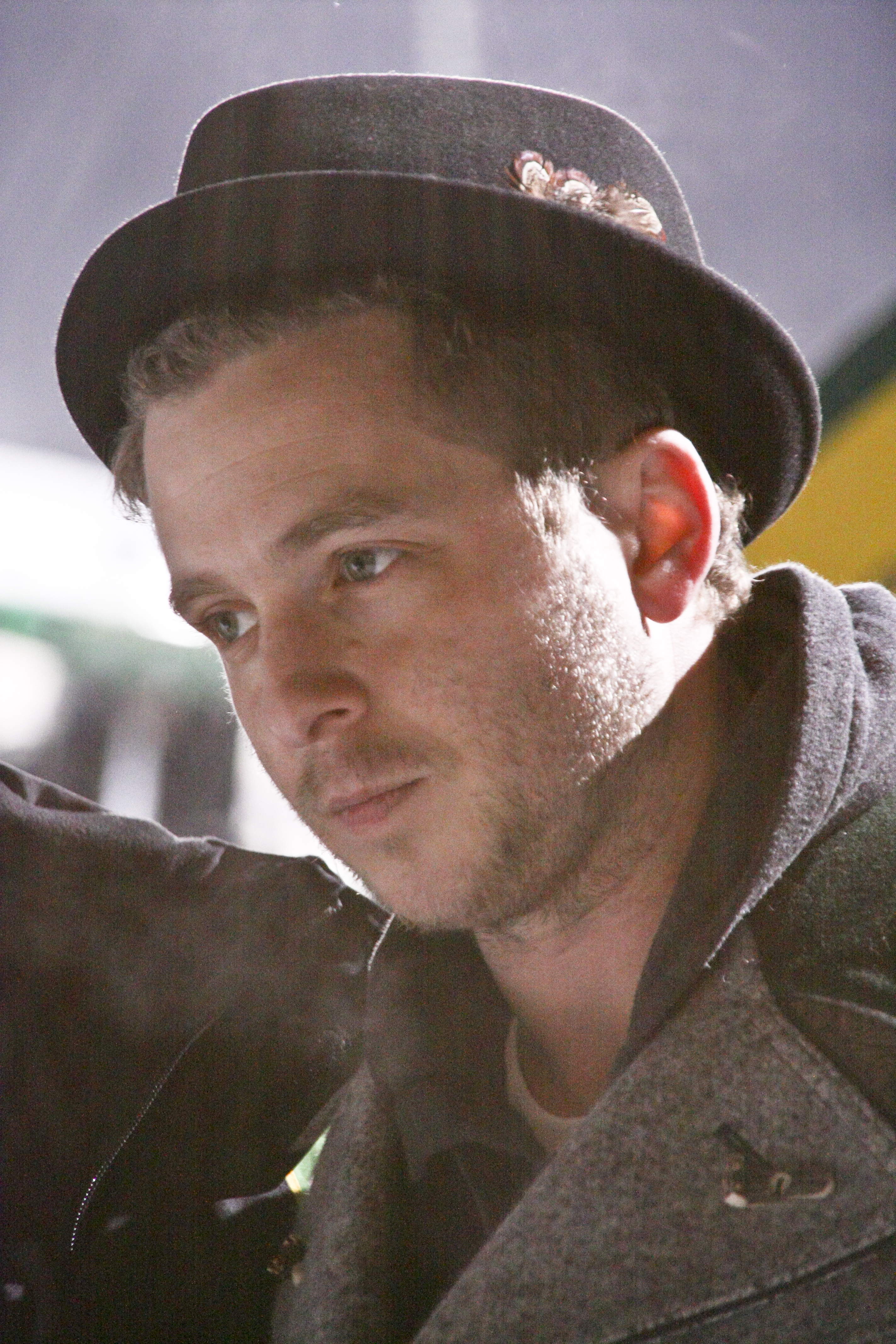
"Halo" foi composta e produzida por Ryan Tedder (imagem) e Beyoncé, com auxílio de E. Kidd Bogart na composição.

Após concluir os trabalhos promocionais de seu segundo álbum de estúdio B'Day (2006), Beyoncé começou a trabalhar em seu terceiro disco, inspirada por seu marido, o rapper Jay-Z, e pela cantora de jazz Etta James, cuja "ousadia" a incentivou a explorar outros gêneros e estilos em seu projeto seguinte. Em uma carta direcionada aos seus fãs publicada em 2008, a artista afirmou que iria assumir riscos em seu novo trabalho:
| “ | Eu trabalhei nesse álbum por quase um ano. Eu tirei algum tempo para que pudesse criar meu som. Algo que diga que esta sou eu nesse ponto da minha vida. Eu entreguei meu coração e alma nele. É o meu bebê. É o maior tempo que já passei em qualquer projeto desde meus primeiros trabalhos como integrante das Destiny's Child quando tinha quinze anos de idade. Eu gravei mais de 70 canções e criei um som que realmente me revela. Estou em um lugar diferente agora, e eu quero que as pessoas vejam meus vários lados. A música é animada pela dança, pelo lado divertido, e é refletiva, apaixonada e séria. Eu assumi riscos aqui. Não tenho medo (...) Não há rótulo ou etiqueta em meu som. Sou eu, e estou muito animada em me dividir com o mundo. | ” |

"Halo" foi escrita por Ryan Tedder, vocalista da banda OneRepublic, em conjunto com E. Kidd Bogart e Beyoncé. Em entrevista com a HitQuarters, Bogart revelou os acontecimentos que culminaram na composição da faixa. A banda havia cancelado sua turnê após Tedder quebrar seu tendão de Aquiles, sendo submetido à uma cirurgia. No dia seguinte, o cantor foi para Los Angeles, onde encontrou-se com Kidd e expressou seu desejo de escrever uma canção. Kidd inicialmente se opôs à ideia, pois Tedder deveria estar se recuperando, porém acabou indo ao seu estúdio mais tarde. Durante as sessões de composição, o cantor Ray LaMontagne foi a inspiração da dupla; Evan decidiu criar uma canção com estilo semelhante de LaMontagne em "Shelter" para Beyoncé e Jay-Z, e decidiu intitulá-la de "Halo", depois de escutar Ryan tocar acordes "angelicais". Eles concluíram a composição em três horas.
Entretanto, segundo Simon Cowell, jurado do The X Factor e dono da gravadora Syco Music, Bogart e Tedder originalmente haviam concebido "Halo" para a cantora britânica Leona Lewis, que não pôde gravá-la em função de sua agenda. Cowell ficou chateado por Beyoncé ter escolhido gravá-la. David Balls, editor do portal britânico Digital Spy, questionou Tedder se havia escrito a faixa para Lewis. Ele replicou que apenas tentou oferecê-la à britânica, pois Beyoncé esperou muito tempo antes de gravá-la, e comentou: "Houve esse grande escândalo de que 'Halo' foi originalmente escrita para Leona. Não foi o caso (...) A música foi escrita para Beyoncé. O que aconteceu foi que Beyoncé esperou muito tempo para gravá-la (...) Eu pensei que seria um single de estreia brilhante para Leona, o que seria (...) O que eu fiz foi estupidamente dizer à equipe de Leona: 'Estou segurando essa canção para outra grande artista e tenho certeza de que vão escolhê-la, mas se não escolherem, só quero saber se vão gostar dela o suficiente para considerá-la'. Enviei-a a eles e adoraram. Eles amaram e instantaneamente disseram que a queriam. Eu disse, 'Espere, espere, espere, não, ainda não está disponível!'".

## Lançamento
"Halo" e "Ego" foram originalmente planejadas para um lançamento simultâneo nos Estados Unidos, em sequência ao lançamento dos singles iniciais duplos "If I Were a Boy" e "Single Ladies (Put a Ring on It)", já que a estratégia de lançamentos de focos de promoção do disco era a de lançar dois, um de I Am.. e outro de Sasha Fierce, simultaneamente. No entanto, a distribuição de "Ego" foi cancelada e substituída por "Diva". Como dito anteriormente, as faixas foram tiradas de discos diferentes; a intenção era demonstrar o conceito de que Beyoncé tem personalidades contraditórias — o tema central do álbum. A ideia foi colocada em prática ao introduzir as baladas e as faixas aceleradas do projeto em discos diferentes. "Halo" foi enviada pela Columbia Records para rádios mainstream em 20 de janeiro de 2009, enquanto "Diva" foi classificada para estações rhythmic e urban. Um extended play (EP) digital contendo uma edição de rádio e quatro remixes de "Halo" foi posteriormente lançado em 14 de abril de 2009.
Em 20 de fevereiro de 2009, "Halo" foi lançada como um download digital duplo contendo um remix de "Single Ladies" na Austrália, Nova Zelândia e Canadá, onde também foi comercializada em um EP digital, como um Maxi single e em vinil em 14 de abril. Na França, foi lançada digitalmente em 20 de março de 2009. Na mesma data, a canção foi distribuída em formato digital junto com a versão do álbum de "Diva" em diversos países da Europa, incluindo a Alemanha, onde também foi disponibilizada em CD single em 3 de abril e em vinil em 12 de abril. No Reino Unido, um EP digital contendo a versão do álbum e três remixes de "Halo" foi lançado em 13 de abril de 2009.

## Gravação e composição
"Halo" foi gravada em 2008 em três estúdios diferentes: Germano Studios e Roc the Mic Studios, ambos em Nova Iorque, e Mansfield Studios, em Los Angeles, Califórnia. O processo foi coordenado por Ryan Tedder, com assistência de Christian Baker, enquanto os vocais de Beyoncé foram gravados nos Roc the Mic Studios por Jim Carauna. Toda a instrumentação foi fornecida por Tedder, que também encarregou-se dos arranjos da faixa e a produziu com Beyoncé. A mixagem foi realizada por Mark "Spike" Stent no The Record Plant em Los Angeles, Califórnia, com Matt Green prestando assistência. Assim como o resto do disco, foi masterizada por Tom Coyne nos Sterling Sound Studios em Nova Iorque. "Halo" foi incluída no disco I Am... do álbum I Am... Sasha Fierce, por ser uma balada que mostra as inseguranças da cantora em relação ao amor e a pessoa que ela é "por baixo de toda a maquiagem, atrás das luzes e de todo o emocionante drama de uma estrela". A intérprete disse adorar cantar baladas pois "a música e a emoção na história é contada de uma maneira muito melhor. É uma conexão melhor porque você pode ouvi-la e não é como todas essas outras distrações. Eu realmente quis que as pessoas ouvissem minha voz e o que eu tinha para dizer".
Com duração de quatro minutos e vinte e dois segundos, "Halo" é uma balada poderosa contemporânea de andamento lento com uma produção pop, contendo elementos de R&B, soul e gospel em sua melodia. Sua instrumentação inclui um teclado, fortes baterias, sintetizadores, instrumentos de percussão e de cordas e piano em cascata, que é acompanhado por baterias percussivas que se alternam entre palmas e passos. De acordo com a partitura publicada no Musicnotes.com pela Sony/ATV Music Publishing, "Halo" foi composta no tom de lá maior e é definida na assinatura de tempo comum, com um ritmo moderado de 84 batidas por minuto. Foi escrita na forma comum de verso-refrão, com as notas lá, si menor, fá ♯ menor e ré maior formando sua progressão harmônica. Os vocais de Beyoncé variam entre as notas de dó ♯3 e fá5 e incorporam melismas, sendo apoiados por vocais de apoio. Ela ornamenta seu canto com gritos vibrato e trilos. O arranjo também consiste de dinâmicas sinfônicas e acentuações eletrônicas.
Em "Halo", Beyoncé retrata seu amor sublime e abrangente ao seu companheiro celestial com emoção de coração aberto. Ela comentou: "['Halo'] é angelical (...) É como se você visse rostos [de anjos] instantaneamente ao escutá-la. [As letras] basicamente dizem que eu tinha essas paredes construídas sobre o amor; você as destruiu completamente e quando eu olho para você posso ver sua auréola, é muito bonita". Apoiada por um piano, palmas e passos que dão uma atmosfera espiritualizada à canção, Beyoncé começa cantando: "Se lembra das paredes que construí? / Bem, elas estão se desmoronando". Ela canta a introdução em um registro baixo, e o poder de sua voz cresce gradualmente conforme a canção progride. No pré-refrão, ela canta: "A cada lugar que olho, estou cercada pelo seu abraço / Baby, eu posso ver sua auréola / Você sabe que é minha alma salvadora / Você é tudo de que preciso e mais / Está escrito em todo o seu rosto / Baby, eu posso sentir sua auréola / Rezo para que não desapareça". Ela ecoa o título da faixa várias vezes no refrão; o terceiro e último é precedido por um breakdown de fortes baterias, recriando o impacto de canções dos anos 1980, e complementado por cordas em sweep-picking e percussão.

## Recepção

### Crítica profissional
| Críticas profissionais | Críticas profissionais |
| Avaliações da crítica  | Avaliações da crítica  |
| Fonte                  | Avaliação              |
| ---------------------- | ---------------------- |
| Digital Spy            | [ 33 ]                 |

Christian Williams, da Billboard, disse que o som pop de "Halo" faria com que ela chegasse ao topo das paradas musicais. Ele também a comparou com "Bleeding Love", de Leona Lewis, mas concluiu que a faixa de Beyoncé "tem seus próprios méritos". Rudy K., da Sputnikmusic, viu um potencial de sucesso na obra e destacou sua produção e seu refrão "instantaneamente memorável". Michael Slezak, da Entertainment Weekly, a considerou uma "música absolutamente gloriosamente e perfeitamente produzida" que, segundo ele, tinha potencial de ser tão bem sucedida comercialmente quanto "Crazy in Love" (2003) e "Irreplaceable" (2007). Joey Guerra, para o jornal Houston Chronicle, comentou que "Halo" é um destaque imediato em I Am... Sasha Fierce. Elogiando as melodias "grandes e largas" da obra, Matos Michaelangelo, em resenha para o The A.V. Club, analisou que Beyoncé tem "um real talento para a grandeza". Ben Westhoff, do Las Vegas Weekly, avaliou que o número "sucede como um transcendente pedaço de power pop, servindo como a alma salvadora do disco" inicial.
Jennifer Cady, do E! Online, escreveu que poderia ser incluída em uma mixtape romântica, enquanto James Montgomery, da MTV, notou que "o poder do empurramento de lágrimas" da composição mostra "lados de Beyoncé que não sabíamos que existiam". Ryan Dombal, em texto para a página Pitchfork Media, comparou a entrega vocal da artista à da canadense Céline Dion, dizendo que ambas são "estridentes e expostas". Escrevendo para a BBC Music, Talia Kraines descreveu a faixa como "muito estranha porém maravilhosa", juntamente com "Ave Maria". Embora tenha chamado a letra da balada de "variada como um jardim", James Reed, periodista do The Boston Globe, disse que "Halo" é a "balada poderosa mais evocativa" gravada por Beyoncé, comparando-a aos trabalhos do compositor e produtor estadunidense Phil Spector em sua mesa de mixagem Wall of Sound. Em crítica do disco para o Hotpress, Ed Power considerou esta canção e "Satellites" exemplos da "bondade com Auto-Tune" presente no disco I Am..., enquanto Amy Linden, da revista Vibe, considerou-a uma balada "subestimada".
Os analistas deram destaque às semelhanças da obra com "Umbrella" (2007), da barbadense Rihanna; Alexis Petridis, do The Guardian, por exemplo, notou que ambas têm os mesmos "sintetizadores gelados, um deslocamento de rock dinâmico e um refrão repetitivo semelhante". Esta opinião foi ecoada por Jennifer Vineyard, da MTV, e Brent DiCrescenzo, da Timeout, que viu a composição como "um hino Bette Midler ao nível de ['Umbrella'], eleva[ndo seu] tema salvador". Nick Levine, do Digital Spy, a descreveu como um "híbrido muscular" de "Umbrella" e "Bleeding Love" de Lewis. David Balls, para o mesmo portal, entregou quatro estrelas de cinco e escreveu: "'Halo' é uma balada poderosa contemporânea nos moldes de 'Bleeding Love' (...) Será que Lewis se sairia melhor com ela? Bem, é uma questão de opinião, claro, mas a Sra. Jay-Z não deixa muito espaço para melhorias". Braulo Lorentz, do Jornal do Brasil, escreveu que "Halo" "parece sobra do repertório de Leona Lewis", enquanto Ann Powers, do Los Angeles Times, a descreveu como um "exercício vocal de R. Kelly e Rihanna" e Tareck Ghoneim, da Contactmusic, argumentou que esta é uma "faixa bastante sensitiva e clássica no mesmo caminho de Alicia Keys".

### Reconhecimento
"Halo" foi posicionada nos números 443 e 114 das edições de 2008 e 2009 da lista Pazz & Jop, elaborada pelo jornal The Village Voice, que elege as melhores canções de cada ano com base em resenhas críticas. O portal Consequence of Sound considerou-a a 23.ª melhor de 2009, com Chris Coplan escrevendo: "Com 'Halo', a deusa pop tomou um novo ar de elegância e beleza orquestral que nunca havia atingido antes. Ela tem aquela sensação de ser esperançosa e aerada, enquanto ainda mantém um senso de realidade e paixão". A Rap-Up colocou-a na 25.ª posição de sua lista de melhores músicas de 2009. Leitores da Rolling Stone a elegeram a terceira melhor de Beyoncé numa lista com dez, com a editora Brittany Spanos descrevendo-a como "celestial" e comentando: "Beyoncé sempre foi uma forte baladeira, mas 'Halo' talvez seja sua melhor até a data". O periódico britânico The Daily Telegraph considerou-a uma das dez melhores da intérprete, a revista Vibe a colocou na sétima posição das dez melhores músicas amorosas de Beyoncé, e a revista Marie Claire a incluiu numa compilação com as dez melhores canções do repertório antigo da cantora, com Rachel Epstein notando que "Beyoncé prova ser literalmente um anjo" na obra.
A publicação Complex posicionou-a na oitava colocação das melhores faixas da artista, com Lauren Nostro escrevendo que "você sente as emoções nessa música esmagadoramente linda antes mesmo dos acordes de piano começarem". A Timeout elencou "Halo" como a melhor música da cantora dentre 17, com a editora Aashna Shah considerando-a o destaque do álbum e comentando: "[É] a balada amorosa forte, feminina e power pop que nunca soubemos que precisaríamos". John Boone e Jennifer Cady, do E! Online, elegeram a faixa como a terceira melhor de Beyoncé em uma lista com dez, escrevendo que outras baladas poderosas "não surgem mais poderosas que essa, que apresenta Beyoncé gritando junto com o que parecem ser todos os instrumentos do mundo inteiro (incluindo um incrível solo de bateria de um segundo)". Editores do portal BuzzFeed, enumerou "Halo" como a décima terceira melhor música da cantora. Kevin Fallon, do The Daily Beast, considerou este o décimo sétimo melhor single da intérprete, destacando sua produção: "É uma manipulação emocionante em sua mais notória inspiração, construída sobre as mais amplas trivialidades, e drama manufaturado com as delícias mais bregas". Elias Leight, da Rolling Stone, elegeu "Halo" uma das dez melhores composições elaboradas por Tedder.

#### Prêmios e indicações
"Halo" foi indicada nas categorias de Melhor Single e Melhor Canção de Amor nos Urban Music Awards e Teen Choice Awards, respectivamente, porém perdeu em ambas. No mesmo ano, venceu o troféu de Melhor Canção nos MTV Europe Music Awards e foi reconhecida pela American Society of Composers, Authors and Publishers (ASCAP) como uma das canções mais apresentadas de 2009. A obra foi indicada em duas categorias nos Grammy Awards de 2010, Gravação do Ano e Melhor Performance Vocal Pop Feminina, vencendo a última; foi uma das seis vitórias de Beyoncé naquela noite, um recorde para uma artista feminina. Ainda em 2010, conquistou o troféu de Melhor Canção Estrangeira na premiação croata Porin Awards. Em 2011, a versão ao vivo de "Halo" contida no I Am... Yours: An Intimate Performance at Wynn Las Vegas (2009) foi indicada a Melhor Performance Vocal Pop Feminina nos Grammy Awards.

## Controvérsia com Kelly Clarkson

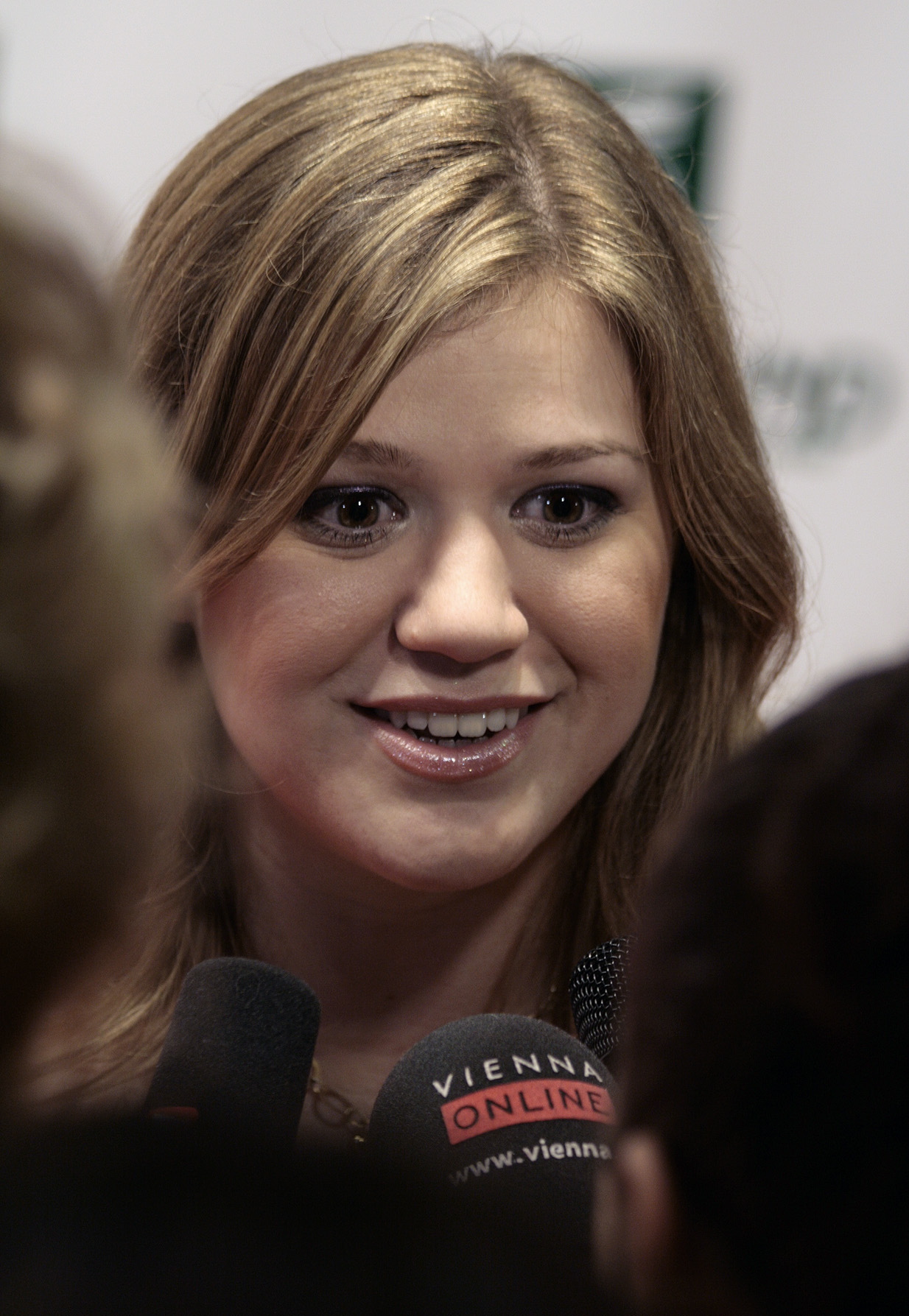
A cantora Kelly Clarkson (imagem) acusou o produtor Ryan Tedder de reusar o instrumental de "Halo" em "Already Gone", canção elaborada por eles para seu quarto disco All I Ever Wanted (2009).

Pouco após escrever "Halo", Tedder trabalhou com a cantora Kelly Clarkson em seu quarto álbum de estúdio, All I Ever Wanted (2009), para o qual compuseram "Already Gone" juntos. Quando o disco foi lançado, críticos notaram semelhanças com a canção de Beyoncé. Inicialmente, Clarkson disse que não sabia de qualquer semelhança entre as duas obras. Porém, após escutá-las cuidadosamente, ela percebeu que eram realmente parecidas; as semelhanças são mais notáveis no instrumental, que em ambos os casos apresentam um piano melancólico, fortes baterias e palmas. Kelly tentou prevenir que "Already Gone" fosse incluída no alinhamento final de músicas, mas a decisão estava fora de suas mãos, já que seu trabalho já estava sendo impresso. A cantora acusou Tedder de usar o mesmo arranjo em ambas, e reclamou que o público iria incorretamente afirmar que ela o roubou de Beyoncé. Ela ficou furiosa, e o confrontou ao telefone. Em entrevista com a CBC News, Clarkson comentou:
| “ | Ryan e eu nos encontramos na gravadora, antes de ele trabalhar com outra pessoa. (...) Nós escrevemos cerca de seis músicas juntos, quatro ou cinco das quais entraram no álbum. Estavam todas finas e elegantes. Eu nunca tinha ouvido uma canção chamada 'Halo'. O álbum de Beyoncé saiu quando o meu já estava sendo impresso. Ninguém vai ficar em casa pensando, 'Cara, Ryan Tedder deu para Beyoncé e Kelly a mesma faixa para trabalhar'. Não, eles apenas vão falar que eu a roubei de alguém. Eu chamei Ryan e disse, 'Eu não entendo. Por que você faria isso?'. | ” |

Tedder respondeu às alegações com uma declaração divulgada em sua conta no MySpace, argumentando que as canções são "inteiramente diferentes conceitualmente, melodicamente e liricamente" e que as críticas de Clarkson eram "ofensivas e absurdas". Chamando a música de Clarkson como uma das melhores que já havia feito, Tedder desafiou o público a "ouvir [as duas baladas] e formarem suas próprias opiniões". Ele disse ao portal Idolator que estava "absolutamente lívido" e acrescentou: "Se eu estivesse por aí e vendesse a mesma faixa para os maiores artistas do mundo, por quanto tempo minha carreira duraria? É ridículo. (...) Não sou idiota. Eu não sou o tipo de cara que se esforça por dez anos para tentar passar a perna em Beyoncé ou Kelly". Clarkson tentou evitar que a RCA Records lançasse "Already Gone" como single, em respeito a Beyoncé; ela queria que "Cry" fosse escolhida no lugar, porém acabaram por lançá-la, ao que ela comentou: "No final das contas, eles a lançaram sem o meu consentimento. É horrível, mas é uma daquelas coisas sobre a qual eu não tenho controle. (...) Nesse ponto, a gravadora pode fazer o que quiserem com ela". O produtor, contudo, disse ao Idolator que ficou satisfeito com a escolha da música como faixa de trabalho, dizendo que gostava mais desta do que de "Halo". Em setembro de 2009, em entrevista com a MTV, Clarkson disse ser lamentável as obras soarem igual, mas notou que pelo menos elas tinham melodias vocais diferentes.

## Vídeo musical

### Desenvolvimento e sinopse

Capturas em ecrã de três momentos do vídeo musical de "Helo". Nas duas imagens acima, Beyoncé aparece com o ator Michael Ealy. O último quadro mostra uma mudança na história do clipe, a cantora sendo apresentada em uma cena subaquática.

O vídeo musical de "Halo" foi dirigido por Philip Andelman e filmado num período de dois dias na antiga casa da cantora, no bairro SoHo, em Manhattan, Nova Iorque. A obra conta com a participação do ator estadunidense Michael Ealy, que interpreta o par romântico de Beyoncé. Ealy declarou estar contente em trabalhar com a artista, uma vez que gostou da canção no momento que a escutou. Beyoncé já havia o convidado para participar do vídeo de "Irreplaceable" (2006), contudo, Michael recusou-se a participar, por não apreciar o seu tema e conceito, dizendo para ela: "Me chame quando você tiver um papel de herói". O produto foi primeiramente lançado em conjunto com o de "Diva" através da loja digital iTunes Store, em 23 de dezembro de 2008, sendo posteriormente incluído no DVD Above and Beyoncé - Video Collection & Dance Mixes (2009), juntamente com um trecho mostrando seus bastidores.
Descrita pela cantora como íntima e romântica, a trama, com duração superior a três minutos, utiliza um tema simplista que se foca predominantemente nos intérpretes trocando olhares e carinhos. Começa com Beyoncé em um quarto, o qual incide a luz amarelada do sol, olhando o seu parceiro dormindo. Em outras cenas, a personagem da cantora está vestida com um collant preto e justo, executando movimentos de dança, enquanto que Michael a observa em uma espécie de varanda. A cena seguinte mostram-nos se olhando com adoração um para o outro, aconchegados em um sofá. Em outra, Beyoncé é vista debaixo d'água, usando um vestido branco, movendo-se lentamente para cima. A gravação também os mostra a realizar cenas do cotidiano, com escovar os dentes e a cantora ajudando-o a pôr uma gravata. No último verso, o casal fica com o rosto bastante próximo um do outro, enquanto a intérprete está deitada em uma cama e Ealy por cima dela.

### Recepção e versão alternativa
Os membros da crítica manifestaram-se positivamente após a liberação do vídeo. Michael Slezak, da revista Entertainment Weekly, por exemplo, elogiou os passos de dança executados por Beyoncé e descreveu-o como uma homenagem ao filme Flashdance, de 1983. Jennifer Cady, da página E! Online, afirmou que as luzes brilhantes do vídeo fazem Beyoncé parecer um anjo, enquanto Alison Maloney, do periódico britânico The Sun, descreveu a personagem da cantora como uma figura incrível. O canal de televisão BET posicionou a obra no número 79 em sua lista Notarized: Top 100 Videos of 2009, que compilou os melhores vídeos de 2009. É o vídeo mais visto da cantora no YouTube, ultrapassando as 1 bilhão de visualizações em março de 2020, sendo o seu primeiro a atingir o marco.
Uma versão alternativa do vídeo foi divulgada em maio de 2010. Esta mostra que, na edição oficial, a personagem de Beyoncé está se lembrando de momentos passados com o parceiro. Inicia-se mostrando o céu à noite e várias árvores, enquanto a cantora dirige um veículo e Ealy é perseguido por policiais por uma floresta. À medida que a produção avança, ela para o seu carro no canto de uma estrada e as cenas da versão original são exibidas. Contudo, no decorrer do vídeo, Ealy é capturado e violentamente atacado por cães policiais e uma sacola aberta com dinheiro sendo disperso ao vento é mostrada, revelando o roubo cometido. No final do vídeo, Beyoncé encontra o seu amante deitado no chão da floresta, já sem vida.

## Apresentações ao vivo

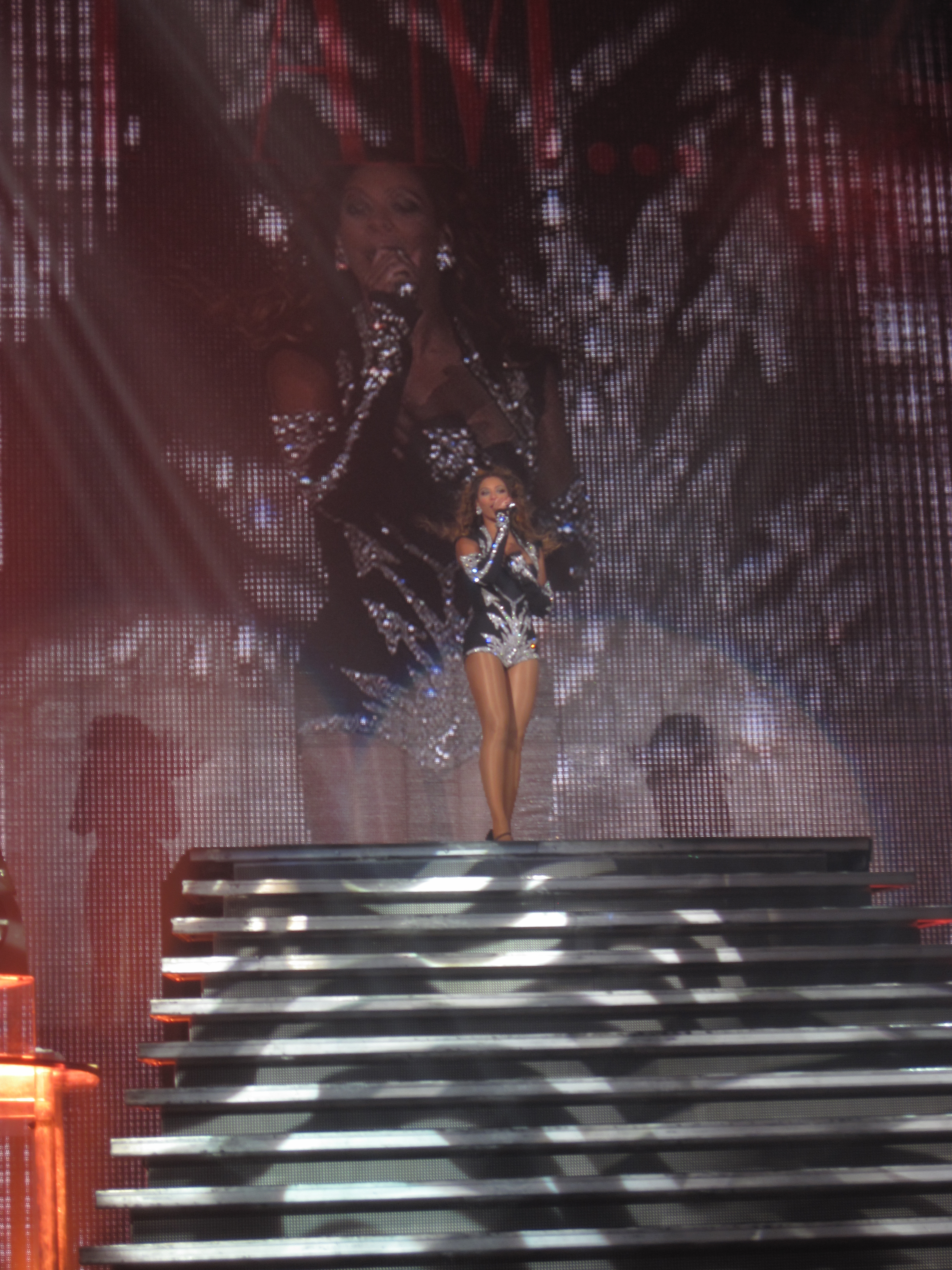
Beyoncé interpretando "Halo" durante a I Am... Tour em Londres.

A primeira interpretação ao vivo da faixa ocorreu na edição de 2009 dos NAACP Image Awards, realizado em 12 de fevereiro. Usando um vestido branco, Beyoncé executou a balada enquanto grandes telas ao fundo exibiam imagens do movimento dos direitos civis dos negros nos Estados Unidos. Brennan Williams, da revista Entertainment Newswire, afirmou que o desempenho foi de tirar o fôlego e que "provou exatamente porque ela ganhou o prêmio de "Melhor Artista Feminina" este ano". Em 22 de abril, a cantora apresentou-a no programa televisivo Late Show with David Letterman e esteve também no The Today Show, no dia seguinte.
"Halo" foi adicionada ao repertório da turnê mundial I Am... Tour (2009—10), onde foi interpretada como o bis, depois de Beyoncé executar "Single Ladies (Put a Ring on It)". Ela iniciou a performance no palco, mas logo depois desceu para cumprimentar os fãs, os quais foram separados da cantora apenas por uma grade. Deborah McAleese e Lauren Mulvenny, do The Belfast Telegraph, escreveram que a obra "foi cantada com grande paixão". Após a divulgação do falecimento de Michael Jackson, enquanto a turnê progredia, Beyoncé realizou homenagens ao cantor em alguns shows, em locais como Nova Orleans e Atlanta. Durante os espetáculos, a artista interpretava "Halo", alterando parte de sua letra para "Michael, eu posso ver a sua auréola/Rezo a sua música não vai desaparecer", à medida em que imagens de Jackson eram exibidas em um telão ao fundo. O tema também constou como a abertura da residência I Am... Yours, realizada entre julho e agosto de 2009 no Encore at Wynn Las Vegas em Las Vegas, Nevada, sendo incluído nas respectivas versões ao vivo da turnê e da residência.
No início de 2010, um terremoto catastrófico atingiu o Haiti; a organização Teleton convocou diversos artistas a participar de uma maratona beneficente, a Hope for Haiti Now: A Global Benefit for Earthquake Relief, da qual Beyoncé participou. Ela apresentou uma versão acústica de "Halo" com Chris Martin, vocalista do grupo britânico Coldplay, que tocava piano. A cantora novamente alterou partes do refrão da canção para: "Haiti, eu posso ver a sua auréola/Você sabe que é minha graça salvadora/Você é tudo que eu preciso e mais/Está escrito em seu rosto todo/Haiti, eu posso ver a sua auréola/Rezo para que você não desapareça". Esta vertente foi incluída no álbum Hope for Haiti Now (2010). A cantora também a interpretou como faixa de encerramento no Festival de Glastonbury de 2011, em Londres, Reino Unido, para um público de mais de 175 mil pessoas. Beyoncé realizou uma homenagem à cantora Whitney Houston após o seu falecimento, na apresentação de "Halo", durante a Revel Presents: Beyoncé Live, uma série de quatro concertos realizados no resort Revel Atlantic City, em Atlantic City, Nova Jersey, em maio de 2012. Usando um vestido vermelho, Knowles iniciou a performance de "Halo" proferindo os versos iniciais de "I Will Always Love You" (1974), de Dolly Parton e regravada por Houston em 1992.

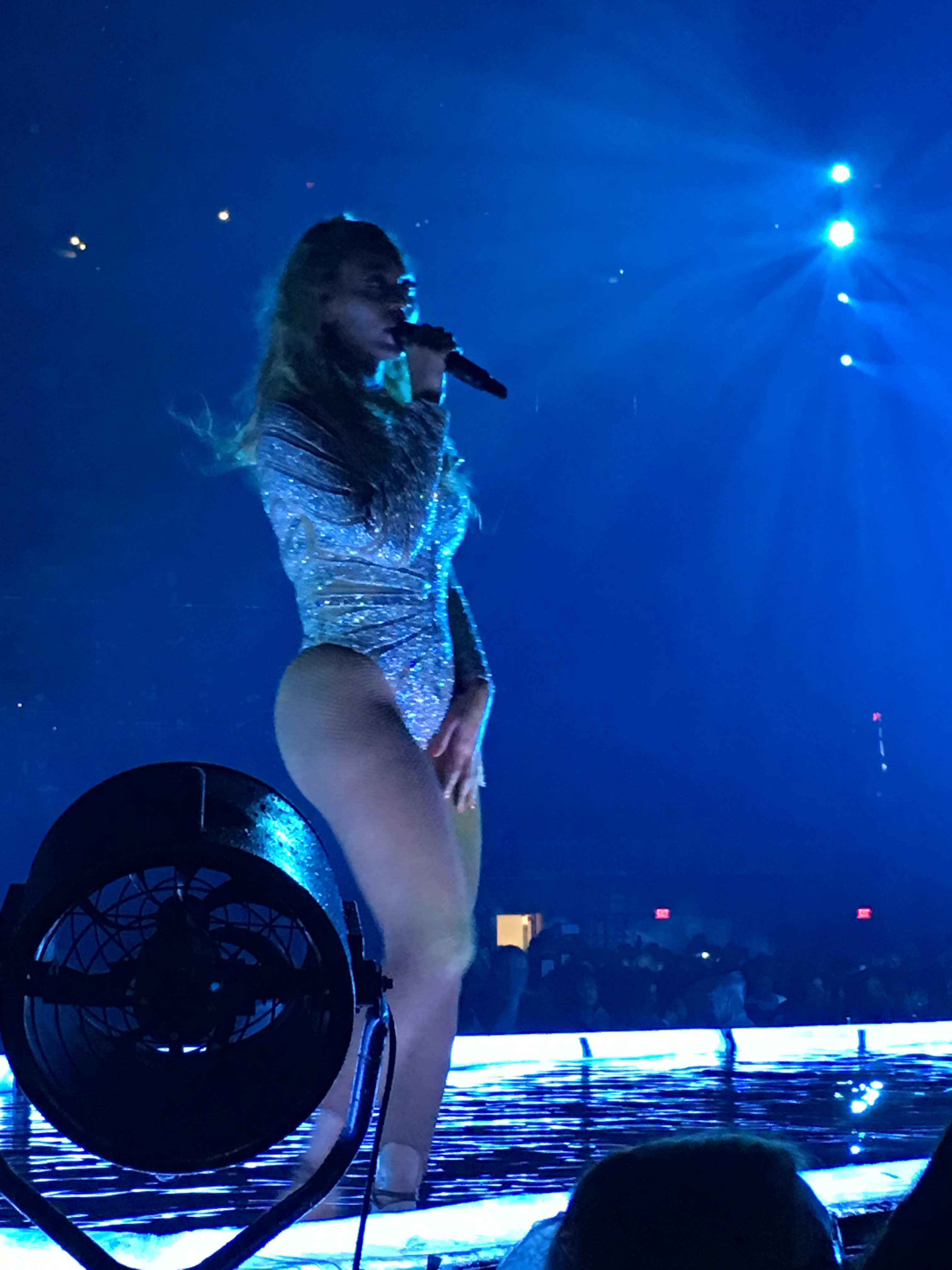
Beyoncé apresentando "Halo" na The Formation World Tour (2016).

Em 3 de fevereiro de 2013, Beyoncé realizou o show do Super Bowl XLVII, ocorrido no Mercedes-Benz Superdome em Nova Orleans, no qual "Halo" foi incluído como a faixa final. Conforme Kelly Rowland e Michelle Williams, integrantes de seu antigo grupo Destiny's Child saíam do palco após interpretarem "Single Ladies", a cantora disse para o público: "Todos coloquem suas mãos ao meu redor — quero sentir sua energia!" e concluiu a apresentação com "Halo". O evento atraiu um total de 110.8 milhões de espectadores. Emma Gilbey Keller, do The Guardian, considerou-a um "encerramento triunfante", enquanto Jim Farber, do New York Daily News, avaliou que a faixa "permitiu uma mulher que teve uma posse de bola há algumas semanas atrás conquistar um claro touchdown musical".
Em sua turnê mundial The Mrs. Carter Show World Tour (2013–14), Beyoncé cantou "Halo" no encerramento dos concertos similar à residência no hotel Revel, introduzindo a performance com trechos à capela de "I Will Always Love You". Nos shows de 2014, "Heaven" e "XO" também foram incluídas na apresentação. No show realizado em 21 de julho de 2013 em Montreal, a cantora teve parte do cabelo preso em um dos ventiladores localizados perto do palco; ela continuou cantando enquanto um dos seguranças aparava o ocorrido. Escrevendo para o Daily Express, Hannah Britt descreveu a interpretação como uma "versão poderosa", e Gail Mitchell, da Billboard, a definiu como "pungente". "Halo" foi novamente incluída como a canção final na On the Run Tour (2014), digressão conjunta com o rapper e marido da cantora Jay-Z, cuja performance contou com vídeos caseiros do casal sendo exibidos no telão. Esta versão constou no especial homônimo da turnê, exibido pela HBO. Na The Formation World Tour, a obra foi interpretada como a última dos concertos, com Beyoncé iniciando a performance de joelhos numa grande piscina com água localizada no palco secundário. Jennifer Maloney, do Irish Times, escreveu que a performance foi "arrepiante e realizada num mar de telefones acesos (...) provando porque os fãs sempre estarão loucamente apaixonados por Beyoncé".

## Impacto cultural

### Regravações
Em 2009, "Halo" foi regravada pela banda britânica Florence and the Machine no programa Live Lounge, da BBC Radio 1. O coral escolar PS22 regravou a canção e "Single Ladies" durante a edição daquele ano do encontro anual Women in Music, promovido pela Billboard, e realizado no The Pierre em Nova Iorque. Nos MTV Europe Music Awards do mesmo período, a cantora Katy Perry realizou uma mistura de "Halo" e as outras indicadas na categoria de Melhor Canção. O elenco da série Glee realizou uma mistura de "Halo" e "Walking on Sunshine" (1985), de Katrina and the Waves, no episódio "Vitamin D". Lançada como single, esta versão atingiu as posições de número 4, 9, 10, 28 e 40 nas paradas da Irlanda, Reino Unido, Austrália, Canadá e Estados Unidos; em território australiano, foi certificado como ouro em reconhecimento às 35 mil cópias vendidas. Esta edição foi ainda incluída no repertório da primeira turnê do conjunto, Glee Live! In Concert! (2010-11). O cantor Mike Posner realizou uma versão da faixa com letras diferentes, e a incluiu em seu álbum A Matter of Time (2009). De acordo com um editor da MTV, a edição de Posner era "uma versão refrescante da original". A boy band irlandesa Westlife fez uma mistura de "Halo" e "How to Breaker a Heart" em sua turnê Where We Are Tour (2010).
Em 5 de fevereiro de 2012, a equipe do programa de talentos australiano Young Talent Time interpretou "Halo" como a música de encerramento daquela noite. Em 17 de abril de 2013, a faixa foi cantada por Angie Miller, concorrente daquela temporada da competição American Idol. Melissa Locker, da Rolling Stone, comentou que ela estava "no seu melhor" e "conseguiu aproveitar aquele poder sem piano". "Halo" foi regravada por diversos outros músicos, incluindo a sul-coreana Ailee, ceo (Eric Berglund) e Harper Blynn. Marc Hogan, da Pitchfork Media, escreveu que nenhuma outra regravação esteve "tão inspirada ou perversamente lógica" quanto a de Berglund. Construída essencialmente em batidas instáveis, esta versão faz uso de um violão, guitarra elétrica estilizada como a dos anos 1980, cordas e metais, e termina com uma conclusão rimada. Uma versão dancehall de "Halo" pelo grupo Major Lazer, com vocais de Elephant Man, foi postada no Twitter do grupo na noite seguinte à vitória de Beyoncé a Melhor Performance Vocal Pop Feminina nos Prêmios Grammy. Simon Vozick-Levinson, da Entertainment Weekly, comentou que esta versão "está fielmente próxima à original, exceto com Elephant Man rosnando em vez de Beyoncé gritando os versos". Em 2012, o cantor sueco Robin Stjernberg, membro da banda What's Up!, regravou a obra e a incluiu em seu álbum de estreia a solo My Versions. No ano seguinte, "Halo" foi reinterpretada pela banda islandesa Hjaltalín, cuja versão foi incluída como lado B de seu single "Crack in a Stone". Uma versão gospel da composição foi feita por Jahméne Douglas e incluída em seu álbum Love Never Fails.
A cantora indiana Sunidhi Chauhan regravou "Halo" durante um concerto no Royal Albert Hall em Londres, realizado em 2013. A performance foi considerada um dos destaques do concerto por um escritor do The Times of India. A norueguesa Ane Brun fez sua re-produção de "Halo" para a compilação Rarities, lançada em 2013, cantando somente com um quarteto de cordas, incluindo a violoncelista Linnea Olsson, que serve também como vocalista de apoio. Sobre a decisão de regravar a faixa, Brun comentou para a Rolling Stone que a cantava para aquecer a voz antes dos shows realizados em 2009 com o grupo feminino The Diamonds, "tentando cantar junto com Beyoncé nesta linda melodia". A cantora country Marren Morris interpretou uma versão acústica de "Halo" no programa de rádio Bobby Bones Show, acompanhada por um violão. Uma vertente realizada por Audrey Iteriteka, estudante do Burundi, chamou atenção na imprensa local, que a adjetivou de "maior fenômeno musical que o país já viu" e com pessoas a chamando de "Beyoncé do Burundi"; sua regravação foi feita como um presente para uma colega de classe que estava deixando a escola. A cantora brasileira Ludmilla incluiu um cover da obra em seu primeiro álbum ao vivo Hello Mundo, lançado em 2019. A artista considerou o ato um "momento especial" da noite e uma forma de homenagear Beyoncé.

### Uso na mídia
"Halo" foi incluída na trilha sonora internacional da novela brasileira Caminho das Índias (2009), servindo como tema da personagem Yvonne (Letícia Sabatella). No mesmo ano, fez parte do alinhamento da série de coletâneas de grandes sucessos Now That's What I Call Music!, constando no volume 73 da versão lançada no Reino Unido e no volume 31 da edição estadunidense. Em 2010, o tema foi colocado no segundo disco do álbum duplo R&B Love Songs 2010, lançado pela Universal Music. Em 2013, a canção foi usada num vídeo promocional dos bastidores da animação Epic, na qual Beyoncé dublou a rainha Tara.

## Faixas e formato
"Halo" foi lançada através de download digital em lojas como Amazon e iTunes, e em formato físico. Na Austrália, foi lançado como um CD single, que contém a edição padrão da canção e uma produção aperfeiçoada de "Single Ladies".  Além disso, foi disponibilizada no Norte da América como um extended play (EP), que contém, além da versão original da música, outros quatro remixes.
| Extended play (EP) digital dos Estados Unidos |                                  |         |  |
| N.º                                           | Título                           | Duração |  |
| 1.                                            | "Halo"                           | 3:44    |  |
| 2.                                            | "Halo (Dave Audé Club Remix)"    | 8:54    |  |
| 3.                                            | "Halo" (Gomi's Club Remix)       | 8:57    |  |
| 4.                                            | "Halo (Karmatronics Club Remix)" | 7:13    |  |
| 5.                                            | "Halo" (Lost Daze's Club Remix)  | 8:02    |  |

| Extended play do Reino Unido e Irlanda |                                             |         |  |
| N.º                                    | Título                                      | Duração |  |
| 1.                                     | "Halo (Olli Collins & Fred Portelli Remix)" | 6:58    |  |
| 2.                                     | "Halo" (Clyde McKnight's Remix)             | 5:49    |  |
| 3.                                     | "Halo (My Digital Enemy Remix)"             | 6:33    |  |
| 4.                                     | "Halo" (Versão original)                    | 3:44    |  |

| CD single da Austrália |                                                              |         |  |
| N.º                    | Título                                                       | Duração |  |
| 1.                     | "Halo"                                                       | 4:21    |  |
| 2.                     | "Single Ladies (Put a Ring on It)" (RedTop Remix Radio Edit) | 3:32    |  |

| Download digital |        |         |  |
| N.º              | Título | Duração |  |
| 1.               | "Halo" | 4:21    |  |

## Créditos
Todo o processo de elaboração de "Halo" atribui os seguintes créditos:
Gravação e publicação
- Gravada nos Germano Studios (Nova Iorque), Roc the Mic Studios (Nova Iorque) e Mansfield Studios (Los Angeles, Califórnia)
- Vocais gravados nos Roc the Mic Studios (Nova Iorque)
- Mixada no The Record Plant (Los Angeles, Califórnia)
- Masterizada nos Sterling Sound Studios (Nova Iorque)
- Publicada pelas empresas B-Day Publishing/EMI April Music, Inc. (ASCAP), Write 2 Live (ASCAP) — administrada mundialmente pela Kobalt Music Publishing —, Here's a Looking at You Kidd Music (BMI), Beluga Heights Music e Sony/ATV Publishing, LLC (BMI)

Produção
| - Beyoncé: composição, produção, vocais - Ryan Tedder: composição, produção, vocais, arranjos, gravação, instrumentos - E. Kidd Bogart: composição - Christian Baker: assistência de gravação | - Jim Carauna: produção de vocais - Mark "Spike" Stent: mixagem - Matt Green: assistência de mixagem - Tom Coyne: masterização |

## Desempenho comercial
Nos Estados Unidos, "Halo" estreou na 93ª colocação da tabela Billboard Hot 100 em 7 de fevereiro de 2009. Três meses depois, na edição de 23 de maio, moveu-se do número 8 para o cinco. O sucesso da canção no país ajudou Beyoncé a acumular a maior quantidade de singles entre os dez primeiros lugares da Billboard Hot 100 que qualquer outra artista feminina entre 2001 a 2010. Permaneceu por 30 semanas entre as quarenta melhores posições, aparecendo na tabela pela última vez na semana que terminou em 29 de agosto. Adicionalmente, alcançou o posto máximo do gráfico Hot Dance Club Songs, a vice-liderança na Mainstream Top 40, e a 16.ª posição na Hot R&B/Hip-Hop Songs. Em 5 de janeiro de 2010, foi certificado com um disco de platina duplo emitido pela Recording Industry Association of America (RIAA), denotando vendas de dois milhões de cópias em território estadunidense. No entanto, em 17 de dezembro de 2024, a empresa atualizou o certificado para onze platinas, indicando mais de 11 milhões de cópias distribuídas, incluindo vendas digitais, físicas e o fluxo de mídia em plataformas como YouTube e Spotify. No Canadá, "Halo" debutou na 92ª ocupação da Canadian Hot 100, na edição de 7 de fevereiro de 2009, ascendendo para a terceira posição na semana que se iniciou em 9 de maio. Mais tarde, a Music Canada (MC) condecorou a canção com nove certificados de platina em reconhecimento às 720 mil réplicas adquiridas na região. No Brasil, a obra liderou a parada Hot 100 Airplay por mais de 20 semanas consecutivas em 2009. Emergiu como a música mais reproduzida em rádios no mesmo período, registrando 24 mil e 734 execuções em estações de todo o país. Além disso, foi a canção mais baixada no território de novembro de 2009 a novembro de 2010, conforme destaque da primeira edição do Prêmio de Música Digital.
Na Oceânia "Halo" teve um bom desempenho. Na Nova Zelândia estreou no número 40 em 2 de fevereiro de 2009, e alcançou seu pico máximo no 2º posto, três semanas depois. Esteve por 33 edições não consecutivas na parada, e foi certificado de platina pela Recording Industry Association of New Zealand (RIANZ), representando vendas de 15 mil cópias. Em 15 de fevereiro de 2009, entrou na posição 29 da compilação australiana ARIA Charts; movendo-se para a 3ª colocação, onde esteve por quatro semanas não consecutivas, totalizando 36 atualizações entre os 50 primeiros do gráfico. A Australian Recording Industry Association (ARIA) certificou-o onze vezes platina pela venda de 770 mil cópias. Na Ásia, estreou na 24.ª colocação da parada internacional da sul-coerana Gaon, enquanto em Israel posicionou-se na 6ª posição, que foi o seu pico.
No Reino Unido, "Halo" inicialmente atingiu a 98ª colocação da UK Singles Chart na semana encerrada em 21 de fevereiro de 2009; Após um período de sete semanas, subiu para o número quatro. Passou 49 edições mantendo-se entre os cem primeiros colocados da tabela. Em 4 de março de 2012, 44 semanas não consecutivas após sua estreia, reentrou no número 94, antes de sair na atualização seguinte. Até março de 2018, havia vendido 1,1 milhão de cópias no Reino Unido, incluindo 125 milhões de reproduções, e permanece até hoje como o single mais adquirido e transmitido de Beyoncé no país. Foi eventualmente certificado com platina tripla pela British Phonographic Industry (BPI), denotando 1 milhão e 800 mil compras realizadas. Ao redor da Europa, a composição constou na vice-liderança da Croácia e República Checa, a cinco primeiras posições na Alemanha, Espanha, Itália e Suíça, liderando também as paradas da Eslováquia, Noruega e Portugal.
| País — Tabela musical (2009—12)                 | Melhor posição |
| ----------------------------------------------- | -------------- |
| Alemanha (GfK Entertainment Charts)             | 5              |
| Austrália (ARIA Charts)                         | 3              |
| Áustria (Ö3 Austria Top 40)                     | 6              |
| Bélgica (Ultratop 50 de Flandres)               | 18             |
| Bélgica (Ultratop 40 da Valônia)                | 15             |
| Brasil (Hot 100 Airplay)                        | 1              |
| Bulgária (BAMP)                                 | 5              |
| Canadá (Canadian Hot 100)                       | 3              |
| Coreia do Sul (Gaon Music Chart)                | 6              |
| Croácia (HRT)                                   | 2              |
| Dinamarca (Tracklisten)                         | 15             |
| Eslováquia (Rádio Top 100)                      | 1              |
| Espanha (PROMUSICAE)                            | 5              |
| Estados Unidos (Adult Contemporary)             | 27             |
| Estados Unidos (Adult Top 40)                   | 22             |
| Estados Unidos (Adult R&B Songs)                | 39             |
| Estados Unidos (Billboard 100)                  | 5              |
| Estados Unidos (Bubbling Under Hot 100 Singles) | 5              |
| Estados Unidos (Dance Club Songs)               | 1              |
| Estados Unidos (Hot R&B/Hip-Hop Songs)          | 16             |
| Estados Unidos (Mainstream Top 40)              | 2              |
| Estados Unidos (R&B/Hip-Hop Digital Song Sales) | 23             |
| Estados Unidos (Rhythmic Songs)                 | 2              |
| Europa (Euro Digital Tracks)                    | 4              |
| França (SNEP)                                   | 39             |
| Hungria (Rádiós Top 40)                         | 17             |
| Irlanda (IRMA)                                  | 4              |
| Israel (Media Forest)                           | 6              |
| Itália (FIMI)                                   | 5              |
| Noruega (VG-lista)                              | 1              |
| Nova Zelândia (Recorded Music NZ)               | 2              |
| Países Baixos (Dutch Top 40)                    | 14             |
| Países Baixos (Single Top 100)                  | 9              |
| Portugal (Portugal Digital Songs)               | 1              |
| Reino Unido (UK Singles Chart)                  | 4              |
| República Checa (IFPI Česká Republika)          | 2              |
| Suécia (Sverigetopplistan)                      | 8              |
| Suíça (Schweizer Hitparade)                     | 4              |

| País — Tabela musical (2000—10) | Posição |
| ------------------------------- | ------- |
| Austrália (ARIA Charts)         | 32      |
| Brasil (Hot 100 Airplay)        | 1       |

| País — Tabela musical (1958—2015) | Posição |
| --------------------------------- | ------- |
| Reino Unido (UK Singles Chart)    | 267     |

| País — Tabela musical (2009)           | Posição |
| -------------------------------------- | ------- |
| Alemanha (GfK Entertainment Charts)    | 18      |
| Austrália (ARIA Charts)                | 7       |
| Áustria (Ö3 Austria Top 40)            | 35      |
| Bélgica (Ultratop 50 de Flandres)      | 72      |
| Bélgica (Ultratop 40 da Valônia)       | 70      |
| Brasil (Hot 100 Airplay)               | 1       |
| Canadá (Canadian Hot 100)              | 12      |
| Dinamarca (Tracklisten)                | 40      |
| Espanha (PROMUSICAE)                   | 9       |
| Estados Unidos (Billboard Hot 100)     | 24      |
| Estados Unidos (Hot R&B/Hip-Hop Songs) | 79      |
| Estados Unidos (Mainstream Top 40)     | 18      |
| Estados Unidos (Rhythmic Songs)        | 34      |
| Europa (European Hot 100 Singles)      | 33      |
| Hungria (Rádiós Top 40)                | 87      |
| Irlanda (IRMA)                         | 18      |
| Itália (FIMI)                          | 28      |
| Países Baixos (Dutch Top 40)           | 57      |
| Países Baixos (Single Top 100)         | 91      |
| Nova Zelândia (Recorded Music NZ)      | 8       |
| Noruega (VG-lista)                     | 5       |
| Reino Unido (UK Singles Chart)         | 25      |
| Rússia (Tophit)                        | 126     |
| Suécia (Sverigetopplistan)             | 5       |
| Suíça (Schweizer Hitparade)            | 18      |

| Região | Certificação | Vendas      |
| --- | ------------ | ----------- |
| Alemanha (BVMI) | Platina      | 300 000‡    |
| Austrália (ARIA) | 11× Platina  | 770 000‡    |
| Canadá (Music Canada) | 9× Platina   | 720 000‡    |
| Dinamarca (IFPI Dinamarca) | 2× Platina   | 180 000‡    |
| Espanha (PROMUSICAE) | 2× Platina   | 80 000^     |
| Estados Unidos (RIAA) | 11× Platina  | 11 000 000‡ |
| Estados Unidos (RIAA) Versão em Truetone | Ouro         | 500 000^    |
| Itália (FIMI) | Platina      | 30 000‡     |
| Noruega (IFPI Noruega) | Ouro         | 30 000‡     |
| Nova Zelândia (RIANZ) | 2× Platina   | 30 000*     |
| Portugal (AFP) | Platina      | 20 000‡     |
| Reino Unido (BPI) | 3× Platina   | 2 100 000   |
| Suíça (IFPI Suíça) | Platina      | 30 000^     |
| *números de vendas baseados somente na certificação ^distribuições baseadas apenas na certificação ‡vendas+valores de streaming baseados somente na certificação |              |             |

## Histórico de lançamento
| País           | Data                    | Formato                                       | Gravadora            | Ref.          |
| -------------- | ----------------------- | --------------------------------------------- | -------------------- | ------------- |
| Estados Unidos | 20 de janeiro de 2009   | Rádios Contemporary hit                       | Columbia Music World | [ 13 ]        |
| Austrália      | 20 de fevereiro de 2009 | Download digital                              | Sony Music           | [ 17 ]        |
| Nova Zelândia  | 20 de fevereiro de 2009 | Download digital                              | Sony Music           | [ 18 ]        |
| Alemanha       | 20 de março de 2009     | Download digital                              | Sony Music           | [ 24 ]        |
| Bélgica        | 20 de março de 2009     | Download digital                              | Sony Music           | [ 23 ]        |
| França         | 20 de março de 2009     | Download digital                              | Sony Music           | [ 22 ]        |
| Itália         | 20 de março de 2009     | Rádios Contemporary hit                       | Sony Music           | [ 249 ]       |
| Alemanha       | 3 de abril de 2009      | CD                                            | Sony Music           | [ 25 ]        |
| Alemanha       | 13 de abril de 2009     | Vinil de doze polegadas                       | Sony Music           | [ 26 ]        |
| Reino Unido    | 13 de abril de 2009     | Download digital (EP)                         | RCA                  | [ 27 ] [ 28 ] |
| Canadá         | 14 de abril de 2009     | Vinil de doze polegadas Download digital (EP) | Sony Music           | [ 20 ] [ 21 ] |
| Estados Unidos | 14 de abril de 2009     | Download digital (EP)                         | Columbia Music World | [ 16 ]        |